# Hayden Roulston
Hayden Roulston (Ashburton, 10 de janeiro de 1981) é um ciclista da Nova Zelândia.
Representando a Nova Zelândia, ele conquistou a medalha de bronze na perseguição por equipes de 4 km nos Jogos Olímpicos de Verão de 2008 em Pequim.